# Acraea nohara
Acraea nohara là một loài bướm ngày thuộc họ Nymphalidae. Nó được tìm thấy ở KwaZulu-Natal phía bắc qua Zimbabwe tới Kenya.
Sải cánh dài 40–48 mm đối với con đực và 43–50 mm đối với con cái. Con trưởng thành bay từ tháng 10 đến tháng 11 và từ tháng 1 đến tháng 3 ở miền nam châu Phi.
Ấu trùng ăn Basananthe sandersonii và Tricicleras longipedunculatum.

## Phụ loài
- Acraea nohara nohara (KwaZulu-Natal, miền bắc và miền đông Transvaal)
- Acraea nohara halali Marshall, 1896 (Zimbabwe (Mashonaland, Manicaland))
- Acraea nohara junodi Oberthür (Mozambique tới Kenya)